# Список Героев Советского Союза (Малков — Марков)
В настоящем списке представлены в алфавитном порядке все Герои Советского Союза, чьи фамилии начинаются с буквы «М» (всего 943 человека, из них девять удостоены звания дважды). Список содержит даты Указов Президиума Верховного Совета СССР о присвоении звания, информацию о роде войск, должности и воинском звании Героев на дату представления к присвоению звания Героя Советского Союза, годах их жизни.
Ударения в фамилиях Героев приведены по книге «Герои Советского Союза: Краткий биографический словарь / Пред. ред. коллегии И. Н. Шкадов. — М.: Воениздат, 1988. — Т. 2 /Любов — Ящук/. — 863 с. — 100 000 экз. — ISBN 5-203-00536-2.».
- Персиковым цветом  в таблице выделены Герои, удостоенные звания дважды и более раз.
- Серым цветом  в таблице выделены Герои, представленные к званию посмертно.

| Навигационная таблица | Навигационная таблица              |
| --------------------- | ---------------------------------- |
| «М»                   | Магерамов Мелик — Малка Иван       |
| «М»                   | Малков Георгий — Марков Александр  |
| «М»                   | Марков Алексей — Матросов Алексей  |
| «М»                   | Матросов Вадим — Мельнов Иван      |
| «М»                   | Меляков Василий — Миронов Леонид   |
| «М»                   | Миронов Михаил — Могильчак Иван    |
| «М»                   | Модин Борис — Москалёв Николай     |
| «М»                   | Москаленко Георгий — Мячин Василий |

| № п/п | Фамилия Имя Отчество                                                                          | Дата Указа            | Род войск    | Должность | Звание                                     | Годы жизни                                   | БС ГС НЛ                        |
| ----- | --------------------------------------------------------------------------------------------- | --------------------- | ------------ | --- | ------------------------------------------ | -------------------------------------------- | ------------------------------- |
| 119   | Ма́лков Георгий Александрович                                                                  | 26.10.1943            | инженер      | командир взвода 19-го отдельного моторизованного понтонно-мостового батальона 7-й гвардейской армии Степного фронта | лейтенант                                  | 02.05.1913 — 29.11.1975                      | [ БС 1 ] [ ГС 1 ] [ НЛ 1 ]      |
| 120   | Ма́лов Иван Акимович                                                                           | 26.10.1943            | инженер      | командир роты 40-го отдельного понтонно-мостового батальона 7-й гвардейской армии Степного фронта | старший лейтенант                          | 06.06.1915 — 04.04.1997                      | [ БС 1 ] [ ГС 2 ] [ НЛ 2 ]      |
| 121   | Ма́лов Иван Степанович                                                                         | 24.03.1945            | танкист      | командир танка Т-34 89-й танковой бригады 1-го танкового корпуса 3-го Белорусского фронта | младший лейтенант                          | 27.01.1920 — 02.04.1997                      | [ БС 1 ] [ ГС 3 ] [ НЛ 3 ]      |
| 122   | Ма́лов Михаил Семёнович                                                                        | 28.09.1943            | авиация      | командир эскадрильи 800-го штурмового авиационного полка 292-й штурмовой авиационной дивизии 1-го штурмового авиационного корпуса 2-й воздушной армии Воронежского фронта | капитан                                    | 01.03.1914 — 08.07.1943                      | [ БС 1 ] [ ГС 4 ] [ НЛ 4 ]      |
| 123   | Ма́лов Олег Иванович                                                                           | 23.02.1945            | авиация      | заместитель командира эскадрильи 79-го гвардейского штурмового авиационного полка 2-й гвардейской штурмовой авиационной дивизии 16-й воздушной армии 1-го Белорусского фронта | гвардии старший лейтенант                  | 17.10.1915 — 01.04.1970                      | [ БС 2 ] [ ГС 5 ] [ НЛ 5 ]      |
| 124   | Малозёмов Иван Прокопьевич                                                                    | 21.04.1943            | танкист      | командир роты танков КВ-1с 5-го гвардейского отдельного танкового полка прорыва 21-й армии Донского фронта | лейтенант                                  | 26.11.1921 — 31.01.1943                      | [ БС 3 ] [ ГС 6 ] [ НЛ 6 ]      |
| 125   | Малоно́г Григорий Филиппович укр. Малоног Григорій Пилипович                                   | 30.10.1943            | пехота       | начальник оперативного отделения штаба 69-й стрелковой дивизии 65-й армии Центрального фронта | подполковник                               | 26.11.1911 — 31.01.2003                      | [ БС 3 ] [ ГС 7 ] [ НЛ 7 ]      |
| 126   | Малофе́ев Иван Филиппович                                                                      | 10.04.1945            | пехота       | парторг 4-го гвардейского стрелкового полка 6-й гвардейской стрелковой дивизии 13-й армии 1-го Украинского фронта | гвардии майор                              | 31.07.1916 — 05.12.1975                      | [ БС 3 ] [ ГС 8 ] [ НЛ 8 ]      |
| 127   | Малуще́нко Митрофан Егорович укр. Малущенко Митрофан Єгорович                                  | 29.06.1945            | авиация      | штурман эскадрильи 134-го гвардейского бомбардировочного авиационного полка 6-й гвардейской бомбардировочной авиационной дивизии 1-й воздушной армии 3-го Белорусского фронта | гвардии капитан                            | 23.07.1912 — 30.09.1985                      | [ БС 3 ] [ ГС 9 ] [ НЛ 9 ]      |
| 128   | Малы́гин Василий Иванович                                                                      | 16.09.1941            | авиация      | штурман 40-й дальнебомбардировочной авиационной дивизии Дальнебомбардировочной авиации | майор                                      | 21.11.1905 — 25.07.1976                      | [ БС 3 ] [ ГС 10 ] [ НЛ 10 ]    |
| 129   | Малы́гин Григорий Алексеевич                                                                   | 19.04.1945            | инженер      | командир отделения 175-го отдельного сапёрного батальона 126-й стрелковой дивизии 43-й армии 3-го Белорусского фронта | старший сержант                            | 08.10.1922 — 28.01.1998                      | [ БС 3 ] [ ГС 11 ] [ НЛ 11 ]    |
| 130   | Малы́гин Константин Алексеевич                                                                 | 17.11.1943            | генерал      | командир 9-го механизированного корпуса 3-й гвардейской танковой армии Воронежского фронта | генерал-майор танковых войск               | 20.11.1905 — 11.05.1990                      | [ БС 3 ] [ ГС 12 ] [ НЛ 12 ]    |
| 131   | Малы́гин Сергей Александрович                                                                  | 24.12.1943            | артиллерия   | начальник артиллерии 340-й стрелковой дивизии 38-й армии Воронежского фронта | полковник                                  | 06.10.1898 — 10.01.1944                      | [ БС 4 ] [ ГС 13 ] [ НЛ 13 ]    |
| 132   | Ма́лый Сергей Дмитриевич                                                                       | 22.02.1944            | пехота       | командир роты 185-го гвардейского стрелкового полка 60-й гвардейской стрелковой дивизии 6-й армии 3-го Украинского фронта | гвардии старший лейтенант                  | 29.06.1923 — 21.04.1993                      | [ БС 5 ] [ ГС 14 ] [ НЛ 14 ]    |
| 133   | Малы́к Фома Васильевич укр. Малик Хома Васильович                                              | 25.10.1943            | инженер      | командир роты 62-го гвардейского отдельного сапёрного батальона 3-го гвардейского механизированного корпуса 47-й армии Воронежского фронта | гвардии старший лейтенант                  | 06.10.1903 — 08.10.1943                      | [ БС 5 ] [ ГС 15 ] [ НЛ 15 ]    |
| 134   | Малы́х Евгений Васильевич                                                                      | 16.10.1943            | пехота       | помощник командира взвода 1089-го стрелкового полка 322-й стрелковой дивизии 13-й армии Центрального фронта | сержант                                    | 22.11.1924 — 20.04.1945                      | [ БС 5 ] [ ГС 16 ] [ НЛ 16 ]    |
| 135   | Ма́лышев Александр Григорьевич                                                                 | 21.03.1940            | пехота       | помощник командира пулемётного взвода 252-го стрелкового полка 70-й стрелковой дивизии 7-й армии Северо-Западного фронта | младший комвзвод                           | 30.09.1916 — 24.02.1991                      | [ БС 5 ] [ ГС 17 ] [ НЛ 17 ]    |
| 136   | Ма́лышев Алексей Петрович                                                                      | 24.03.1945            | пехота       | командир отделения 696-го стрелкового полка 383-й стрелковой дивизии 33-й армии 1-го Белорусского фронта | сержант                                    | 08.10.1926 — 24.11.1998                      | [ БС 5 ] [ ГС 18 ] [ НЛ 18 ]    |
| 137   | Ма́лышев Борис Георгиевич                                                                      | 04.06.1944            | пехота       | стрелок 820-го стрелкового полка 117-й стрелковой дивизии 4-й ударной армии Калининского фронта | красноармеец                               | 1916 — 31.01.1944                            | [ БС 6 ] [ ГС 19 ] [ НЛ 19 ]    |
| 138   | Ма́лышев Виктор Александрович                                                                  | 21.07.1944            | пехота       | командир отделения станковых пулемётов 300-го гвардейского стрелкового полка 99-й гвардейской стрелковой дивизии 7-й армии Карельского фронта | гвардии сержант                            | 18.03.1923 — 22.12.1993                      | [ БС 7 ] [ ГС 20 ] [ НЛ 20 ]    |
| 139   | Ма́лышев Виктор Фёдорович                                                                      | 10.01.1944            | артиллерия   | командир огневого взвода батареи 45-мм пушек 50-го гвардейского кавалерийского полка 13-й гвардейской кавалерийской дивизии 6-го гвардейского кавалерийского корпуса Воронежского фронта                                                                                         | гвардии младший лейтенант                  | 02.02.1915 — 12.02.1943                      | [ БС 7 ] [ ГС 21 ] [ НЛ 21 ]    |
| 140   | Ма́лышев Иван Афанасьевич                                                                      | 20.12.1943            | десантники   | командир батальона 24-го гвардейского воздушно-десантного полка 10-й гвардейской воздушно-десантной дивизии 37-й армии Степного фронта | гвардии старший лейтенант                  | 02.09.1914 — 16.10.1943                      | [ БС 7 ] [ ГС 22 ] [ НЛ 22 ]    |
| 141   | Ма́лышев Иван Ермолаевич                                                                       | 22.07.1944            | связисты     | начальник радиостанции 102-й гвардейской отдельной роты связи 71-й гвардейской стрелковой дивизии 6-й гвардейской армии 1-го Прибалтийского фронта | гвардии старший сержант                    | 12.08.1921 — 27.10.2014                      | [ БС 7 ] [ ГС 23 ] [ НЛ 23 ]    |
| 142   | Ма́лышев Михаил Григорьевич                                                                    | 02.05.1945            | партизан     | активный участник партизанской борьбы на Украине, командир роты диверсионно-подрывной группы партизанского отряда Тернопольского партизанского соединения имени Н. С. Хрущёва | —                                          | 16.02.1916 — 29.08.1994                      | [ БС 7 ] [ ГС 24 ] [ НЛ 24 ]    |
| 143   | Ма́лышев Николай Иванович                                                                      | 13.01.1987            | комиссар     | заместитель по политической части командира 181-го отдельного вертолётного полка ВВС 40-й армии ограниченного контингента советских войск в Афганистане | майор                                      | 22.11.1949 — 03.01.2018                      | ——                              |
| 144   | Ма́лышев Пётр Степанович                                                                       | 22.02.1944            | пехота       | стрелок 1118-го стрелкового полка 333-й стрелковой дивизии 6-й армии 3-го Украинского фронта | красноармеец                               | 19.07.1910 — 23.05.1976                      | [ БС 7 ] [ ГС 26 ] [ НЛ 25 ]    |
| 145   | Ма́лышев Фёдор Алексеевич бел. Малышаў Фёдар Аляксеевіч                                        | 15.08.1944            | партизан     | активный участник партизанской борьбы в Белоруссии, командир диверсионной группы 78-го отряда 125-й Копаткевичской партизанской бригады Полесской области | —                                          | 20.04.1914 — 01.05.2005                      | [ БС 7 ] [ ГС 27 ] [ НЛ 26 ]    |
| 146   | Ма́лышев Юрий Васильевич                                                                       | 16.06.1980 11.04.1984 | космонавт    | командир экипажа космического корабля «Союз Т-2» и орбитального научно-исследовательского комплекса «Салют-6» — «Союз-36» — «Союз Т-2» командир международного экипажа космического корабля «Союз Т-11» и орбитального научно-исследовательского комплекса «Салют-7»-«Союз Т-10» | подполковник полковник                     | 27.08.1941 — 08.11.1999                      | ——                              |
| 147   | Малько́ Иван Сергеевич укр. Малько Іван Сергійович                                             | 29.06.1945            | пехота       | командир батальона 562-го стрелкового полка 165-й стрелковой дивизии 70-й армии 2-го Белорусского фронта | гвардии капитан                            | 05.04.1916 — 04.11.2015                      | [ БС 10 ] [ ГС 29 ] [ НЛ 27 ]   |
| 148   | Малько́в Алексей Дмитриевич                                                                    | 09.02.1944            | артиллерия   | командир огневого взвода 386-го истребительно-противотанкового артиллерийского полка 9-го механизированного корпуса 3-й гвардейской танковой армии 1-го Украинского фронта | лейтенант                                  | 1919 — 19.02.1945                            | [ БС 10 ] [ ГС 30 ] [ НЛ 28 ]   |
| 149   | Малько́в Дмитрий Кузьмич                                                                       | 15.01.1944            | пехота       | командир 12-й гвардейской стрелковой дивизии 9-го гвардейского стрелкового корпуса 61-й армии Центрального фронта | гвардии полковник                          | 08.11.1904 — 25.02.1990                      | [ БС 10 ] [ ГС 31 ] [ НЛ 29 ]   |
| 150   | Ма́льцев Иван Александрович                                                                    | 26.10.1944            | авиация      | заместитель командира и штурман эскадрильи 7-го гвардейского штурмового авиационного полка 230-й штурмовой авиационной дивизии 4-й воздушной армии 2-го Белорусского фронта | гвардии старший лейтенант                  | 25.02.1918 — 14.01.1987                      | [ БС 10 ] [ ГС 32 ] [ НЛ 30 ]   |
| 151   | Ма́льцев Константин Савельевич                                                                 | 15.05.1946            | авиация      | командир эскадрильи 177-го гвардейского истребительного авиационного полка 14-й гвардейской истребительной авиационной дивизии 3-го гвардейского истребительного авиационного корпуса 5-й воздушной армии 2-го Украинского фронта                                                | гвардии капитан                            | 06.05.1915 — 27.08.1948                      | [ БС 10 ] [ ГС 33 ] [ НЛ 31 ]   |
| 152   | Ма́льцев Михаил Андреевич                                                                      | 31.05.1945            | пехота       | командир 3-го мотострелкового батальона 19-й механизированной бригады 1-го механизированного корпуса 2-й гвардейской танковой армии 1-го Белорусского фронта | капитан                                    | 24.11.1917 — 22.07.1974                      | [ БС 10 ] [ ГС 34 ] [ НЛ 32 ]   |
| 153   | Ма́льченко Михаил Павлович                                                                     | 29.06.1945            | авиация      | старший лётчик 136-го гвардейского штурмового авиационного полка 1-й гвардейской штурмовой авиационной дивизии 1-й воздушной армии 3-го Белорусского фронта | гвардии лейтенант                          | 25.12.1921 — 19.07.1961                      | [ БС 11 ] [ ГС 35 ] [ НЛ 33 ]   |
| 154   | Малю́га Николай Семёнович укр. Малюга Микола Семенович                                         | 10.04.1945            | танкист      | командир танкового взвода 12-го танкового полка 25-й гвардейской механизированной бригады 7-го гвардейского механизированного корпуса 1-го Украинского фронта | гвардии старший лейтенант                  | 07.09.1918 — 14.02.1945                      | [ БС 12 ] [ ГС 36 ] [ НЛ 34 ]   |
| 155   | Маляре́нко Михаил Сафронович укр. Маляренко Михайло Софронович                                 | 15.05.1946            | артиллерия   | наводчик 1520-го пушечного артиллерийского полка 3-й корпусной артиллерийской бригады 67-го стрелкового корпуса 38-й армии 4-го Украинского фронта | красноармеец                               | 30.09.1918 — 13.09.1985                      | [ БС 12 ] [ ГС 37 ] [ НЛ 35 ]   |
| 156   | Маля́сов Виктор Александрович                                                                  | 15.01.1944            | пехота       | командир батальона 234-го гвардейского стрелкового полка 76-й гвардейской стрелковой дивизии 61-й армии Центрального фронта | гвардии капитан                            | 07.11.1917 — 17.10.1944                      | [ БС 12 ] [ ГС 38 ] [ НЛ 36 ]   |
| 157   | Мама́ев Николай Матвеевич                                                                      | 23.10.1943            | пехота       | стрелок 955-го стрелкового полка 309-й стрелковой дивизии 40-й армии Воронежского фронта | красноармеец                               | 05.03.1924 — 24.10.1998                      | [ БС 12 ] [ ГС 39 ] [ НЛ 37 ]   |
| 158   | Мама́й Николай Васильевич укр. Мамай Микола Васильович                                         | 27.06.1945            | авиация      | штурман 82-го гвардейского бомбардировочного авиационного полка 1-й гвардейской бомбардировочной авиационной дивизии 6-го гвардейского бомбардировочного авиационного корпуса 2-й воздушной армии 1-го Украинского фронта                                                        | гвардии капитан                            | 1914 — 16.04.1945                            | [ БС 12 ] [ ГС 40 ] [ НЛ 38 ]   |
| 159   | Мама́тов Демьян Прохорович                                                                     | 27.02.1945            | пехота       | командир батальона 1069-го стрелкового полка 311-й стрелковой дивизии 61-й армии 1-го Белорусского фронта | капитан                                    | 20.08.1912 — 14.01.1945                      | [ БС 12 ] [ ГС 41 ] [ НЛ 39 ]   |
| 160   | Мама́тов Дмитрий Борисович                                                                     | 23.07.1944            | пехота       | командир пулемётного расчёта 885-го стрелкового полка 290-й стрелковой дивизии 10-й армии Западного фронта | сержант                                    | 07.03.1923 — 27.12.1943                      | [ БС 12 ] [ ГС 42 ] [ НЛ 40 ]   |
| 161   | Маме́дов Ами Ага оглы азерб. Məmmədov Əmi Ağa oğlu                                             | 20.04.1945            | морской флот | наводчик роты противотанковых ружей 384-го отдельного батальона морской пехоты Одесской военно-морской базы Черноморского флота | краснофлотец                               | 25.05.1922 — 26.03.1944                      | [ БС 13 ] [ ГС 43 ] [ НЛ 41 ]   |
| 162   | Маме́дов Исрафил Магерам оглы азерб. Məmmədov İsrafil Məhərrəm oğlu                            | 11.12.1941            | пехота       | помощник командира взвода 42-го стрелкового полка 180-й стрелковой дивизии Северо-Западного фронта | старший сержант                            | 16.03.1919 — 01.05.1946                      | [ БС 14 ] [ ГС 44 ] [ НЛ 42 ]   |
| 163   | Маме́дов Кафур Насырович азерб. Məmmədov Qafur Nəsir oğlu                                      | 31.03.1943            | морской флот | связной командира роты 323-го отдельного батальона морской пехоты 56-й армии Закавказского фронта | краснофлотец                               | 05.03.1922 — 19.10.1942                      | [ БС 14 ] [ ГС 45 ] [ НЛ 43 ]   |
| 164   | Маме́дов Мамед Джебраилович азерб. Məmmədov Məmməd Cəbrayıl oğlu                               | 10.04.1945            | медики       | санинструктор 1235-го стрелкового полка 373-й стрелковой дивизии 52-й армии 1-го Украинского фронта | старший сержант                            | 1920 — 24.01.1945                            | [ БС 14 ] [ ГС 46 ] [ НЛ 44 ]   |
| 165   | Маме́дов Халил Мамед оглы азерб. Məmmədov Xəlil Məmməd oğlu                                    | 24.03.1945            | танкист      | командир танкового батальона 3-й танковой бригады 23-го танкового корпуса 2-го Украинского фронта | капитан                                    | 05.05.1916 — 21.02.1989                      | [ БС 14 ] [ ГС 47 ] [ НЛ 45 ]   |
| 166   | Маме́това Маншук Жиенгалеевна (Маметова Мансия Жиенгалеевна) каз. Мәметова Мәншүк Жиенғалиқызы | 01.03.1944            | пехота       | пулемётчик отдельного пулемётного батальона 100-й отдельной стрелковой бригады 3-й ударной армии Калининского фронта | старший сержант                            | 23.10.1922 — 15.10.1943                      | [ БС 14 ] [ ГС 48 ] [ НЛ 46 ]   |
| 167   | Мами́нов Александр Иванович                                                                    | 21.03.1940            | пехота       | стрелок 329-го стрелкового полка 70-й стрелковой дивизии 7-й армии Северо-Западного фронта | красноармеец                               | 01.12.1911 — 05.07.1943                      | [ БС 15 ] [ ГС 49 ] [ НЛ 47 ]   |
| 168   | Мами́стов Василий Андреевич                                                                    | 20.12.1943            | пехота       | курсант гвардейского отдельного учебного батальона 89-й гвардейской стрелковой дивизии 37-й армии Степного фронта | гвардии красноармеец                       | 05.02.1924 — 22.04.1944                      | [ БС 16 ] [ ГС 50 ] [ НЛ 48 ]   |
| 169   | Ма́мкин Павел Степанович                                                                       | 15.01.1944            | пехота       | командир пулемётного отделения 221-го гвардейского стрелкового полка 77-й гвардейской стрелковой дивизии 61-й армии Центрального фронта | гвардии младший сержант                    | 22.02.1922 — 19.10.1943                      | [ БС 16 ] [ ГС 51 ] [ НЛ 49 ]   |
| 170   | Мамо́нов Николай Васильевич                                                                    | 24.03.1945            | пехота       | командир 331-го стрелкового полка 96-й стрелковой дивизии 48-й армии 2-го Белорусского фронта | подполковник                               | 27.09.1919 — 26.10.1944                      | [ БС 16 ] [ ГС 52 ] [ НЛ 50 ]   |
| 171   | Ма́монтов Николай Иванович                                                                     | 19.04.1945            | пехота       | командир батальона 366-го стрелкового полка 126-й стрелковой дивизии 43-й армии 3-го Белорусского фронта | майор                                      | 07.10.1921 — 14.04.1991                      | [ БС 16 ] [ ГС 53 ] [ НЛ 51 ]   |
| 172   | Мамра́ев Мартбек каз. Мамраев Мартбек                                                          | 15.01.1944            | пехота       | командир пулемётного расчёта 32-го гвардейского стрелкового полка 12-й гвардейской стрелковой дивизии 61-й армии Центрального фронта | гвардии сержант                            | 02.03.1908 — 20.11.1989                      | [ БС 16 ] [ ГС 54 ] [ НЛ 52 ]   |
| 173   | Мамсу́ров Хаджи-Умар Джиорович осет. Мамсыраты Хадзы-Умар фырт Джиоры                          | 29.05.1945            | генерал      | командир 2-й гвардейской кавалерийской дивизии 1-го гвардейского кавалерийского корпуса 1-го Украинского фронта | гвардии генерал-майор                      | 02.09.1903 — 05.04.1968                      | [ БС 16 ] [ ГС 55 ] [ НЛ 53 ]   |
| 174   | Маму́тин Борис Яковлевич                                                                       | 18.11.1944            | артиллерия   | командир орудия 558-го гаубичного артиллерийского полка 35-й гаубичной артиллерийской бригады 15-й артиллерийской дивизии 3-го артиллерийского корпуса прорыва РГК в составе Ленинградского фронта                                                                               | старший сержант                            | 10.05.1922 — 08.11.2004                      | [ БС 17 ] [ ГС 56 ] [ НЛ 54 ]   |
| 175   | Маму́тов Косан каз. Мамұтов Хасан                                                              | 03.06.1944            | пехота       | пулемётчик 336-го гвардейского стрелкового полка 120-й гвардейской стрелковой дивизии 3-й армии 1-го Белорусского фронта | гвардии красноармеец                       | 12.02.1922 — 25.09.1994                      | [ БС 18 ] [ ГС 57 ] [ НЛ 55 ]   |
| 176   | Манага́ров Иван Мефодьевич                                                                     | 28.04.1945            | генерал      | командующий войсками 53-й армии 2-го Украинского фронта | генерал-лейтенант                          | 12.06.1898 — 27.11.1981                      | [ БС 18 ] [ ГС 58 ] [ НЛ 56 ]   |
| 177   | Мана́кин Михаил Григорьевич                                                                    | 26.01.1940            | комиссар     | политрук роты 81-го горнострелкового полка 163-й стрелковой дивизии 9-й армии | младший политрук                           | 18.11.1914 — 10.10.1977                      | ——                              |
| 178   | Мана́кин Михаил Фёдорович                                                                      | 15.01.1944            | пехота       | командир взвода автоматчиков 32-го гвардейского стрелкового полка 12-й гвардейской стрелковой дивизии 61-й армии Центрального фронта | гвардии лейтенант                          | 12.11.1924 — 24.03.2009                      | [ БС 18 ] [ ГС 60 ] [ НЛ 57 ]   |
| 179   | Мана́ков Геннадий Михайлович                                                                   | 10.12.1990            | космонавт    | командир космического корабля «Союз ТМ-10» и орбитального научно-исследовательского комплекса «Мир» | полковник                                  | 01.06.1950 — 26.09.2019                      | ——                              |
| 180   | Мана́ков Пётр Захарович                                                                        | 28.04.1943            | танкист      | старший механик-водитель танка КВ 392-го танкового батальона 180-й танковой бригады 38-й армии Воронежского фронта | техник-лейтенант                           | 29.05.1915 — 08.11.1987                      | [ БС 18 ] [ ГС 62 ] [ НЛ 58 ]   |
| 181   | Мана́нков Тихон Павлович                                                                       | 29.06.1945            | артиллерия   | командир 790-го артиллерийского полка 250-й стрелковой дивизии 3-й армии 3-го Белорусского фронта | майор                                      | 14.10.1910 — 15.01.1945                      | [ БС 18 ] [ ГС 63 ] [ НЛ 59 ]   |
| 182   | Манна́нов Ильдар Маннанович (Мананов Ильдар Мананович) тат. Маннанов Илдар Маннан улы          | 17.12.1941            | артиллерия   | орудийный номер артиллерийского расчёта 27-го артиллерийского полка 65-й стрелковой дивизии 4-й отдельной армии | красноармеец                               | 10.03.1921 — 18.05.2010                      | [ БС 20 ] [ ГС 64 ] [ НЛ 60 ]   |
| 183   | Мана́ров Муса Хираманович                                                                      | 21.12.1988            | космонавт    | бортинженер космического корабля «Союз ТМ-4» и орбитального научно-исследовательского комплекса «Мир» | —                                          | род. 22.03.1951                              | ——                              |
| 184   | Манася́н Исак Маркосович арм. Մանասյան Իսահակ                                                  | 07.04.1940            | пехота       | помощник командира пулемётного взвода 39-го стрелкового полка 4-й стрелковой дивизии 13-й армии Северо-Западного фронта | отделенный командир                        | 10.10.1917 — 15.09.1974                      | [ БС 21 ] [ ГС 66 ] [ НЛ 61 ]   |
| 185   | Мана́хов Евгений Фёдорович                                                                     | 15.01.1944            | кавалерия    | командир сабельного взвода 58-го гвардейского кавалерийского полка 16-й гвардейской кавалерийской дивизии 7-го гвардейского кавалерийского корпуса 61-й армии Центрального фронта                                                                                                | гвардии лейтенант                          | 02.01.1925 — 04.03.2007                      | [ БС 21 ] [ ГС 67 ] [ НЛ 62 ]   |
| 186   | Манджи́ев Лиджи Исмаилович (Манджиев Лиджи Исмалиевич) калм. Манҗин Лиҗ                        | 19.03.1944            | артиллерия   | командир орудия 1248-го истребительно-противотанкового артиллерийского полка РГК в составе 12-й армии Юго-Западного фронта | сержант                                    | 27.09.1919 — 30.03.1985                      | [ БС 21 ] [ ГС 68 ] [ НЛ 63 ]   |
| 187   | Мандры́кин Ефим Иванович                                                                       | 01.11.1943            | пехота       | командир 613-го стрелкового полка 91-й стрелковой дивизии 51-й армии 4-го Украинского фронта | подполковник                               | 15.01.1915 — 11.02.1998                      | [ БС 21 ] [ ГС 69 ] [ НЛ 64 ]   |
| 188   | Мандыбу́ра Михаил Карпович укр. Мандибура Михайло Карпович                                     | 22.07.1944            | артиллерия   | командир миномётного расчёта 992-го стрелкового полка 306-й стрелковой дивизии 43-й армии 1-го Прибалтийского фронта | младший сержант                            | 10.05.1921 — 08.07.1985                      | [ БС 21 ] [ ГС 70 ] [ НЛ 65 ]   |
| 189   | Мане́вич Лев Ефимович                                                                          | 20.02.1965            | ГРУ          | разведчик-нелегал IV Управления Штаба РККА | полковник                                  | 20.08.1898 — 11.05.1945                      | ——                              |
| 190   | Ма́нин Александр Андреевич                                                                     | 01.07.1944            | артиллерия   | командир орудия 871-го лёгкого артиллерийского полка 79-й лёгкой артиллерийской бригады 23-й артиллерийской дивизии 3-го артиллерийского корпуса прорыва РГК в составе Ленинградского фронта                                                                                     | старший сержант                            | 20.09.1921 — 25.01.1944                      | [ БС 22 ] [ ГС 72 ] [ НЛ 66 ]   |
| 191   | Мани́та Архип Самойлович укр. Маніта Архип Самійлович                                          | 31.05.1945            | пехота       | командир отделения 270-го гвардейского стрелкового полка 89-й гвардейской стрелковой дивизии 5-й ударной армии 1-го Белорусского фронта | гвардии сержант                            | 14.10.1922 — 23.04.1945                      | [ БС 23 ] [ ГС 73 ] [ НЛ 67 ]   |
| 192   | Манке́вич Валентин Ипполитович                                                                 | 23.09.1944            | артиллерия   | командир батареи 117-го гвардейского артиллерийского полка 118-й стрелковой дивизии 5-й гвардейской армии 1-го Украинского фронта | гвардии старший лейтенант                  | 18.03.1923 — 10.10.1944                      | [ БС 23 ] [ ГС 74 ] [ НЛ 68 ]   |
| 193   | Манке́вич Виктор Михайлович                                                                    | 18.08.1945            | авиация      | штурман 163-го истребительного авиационного полка 336-й истребительной авиационной дивизии 15-й воздушной армии 2-го Прибалтийского фронта | майор                                      | 10.04.1918 — 17.09.2007                      | [ БС 23 ] [ ГС 75 ] [ НЛ 69 ]   |
| 194   | Манко́вич Степан Степанович бел. Манковіч Сцяпан Сцяпанавіч                                    | 01.01.1944            | партизан     | активный участник партизанской борьбы в Белоруссии, комиссар партизанской бригады «Железняк» и секретарь Бегомльского подпольного райкома КП(б)Б | —                                          | 13.05.1905 — 18.04.1978                      | [ БС 23 ] [ ГС 76 ] [ НЛ 70 ]   |
| 195   | Мано́йлов Иван Антонович укр. Манойлов Іван Антонович                                          | 31.03.1943            | авиация      | заместитель командира эскадрильи 774-го истребительного авиационного полка 282-й истребительной авиационной дивизии 17-й воздушной армии Юго-Западного фронта | старший лейтенант                          | 04.12.1910 — 17.12.1942                      | [ БС 23 ] [ ГС 77 ] [ НЛ 71 ]   |
| 196   | Мано́хин Александр Николаевич                                                                  | 19.08.1944            | авиация      | командир эскадрильи 15-го гвардейского штурмового авиационного полка 277-й штурмовой авиационной дивизии 13-й воздушной армии Ленинградского фронта | гвардии капитан                            | 08.07.1920 — 26.01.1995                      | [ БС 23 ] [ ГС 78 ] [ НЛ 72 ]   |
| 197   | Мано́шин Константин Васильевич                                                                 | 26.10.1944            | авиация      | штурман 64-го гвардейского истребительного авиационного полка 4-й гвардейской истребительной авиационной дивизии 1-го гвардейского истребительного авиационного корпуса 3-й воздушной армии 1-го Прибалтийского фронта                                                           | гвардии майор                              | 24.05.1917 — 23.08.1971                      | [ БС 24 ] [ ГС 79 ] [ НЛ 73 ]   |
| 198   | Ма́нтуров Михаил Никонович                                                                     | 24.03.1945            | танкист      | механик-водитель танка Т-34 65-й танковой бригады 11-го танкового корпуса 69-й армии 1-го Белорусского фронта | старшина                                   | 22.05.1917 — 23.01.1996                      | [ БС 25 ] [ ГС 80 ] [ НЛ 74 ]   |
| 199   | Мануйлов Василий Иванович (Мануилов Василий Иванович)                                         | 16.10.1943            | пехота       | наводчик станкового пулемёта 25-го гвардейского стрелкового полка 6-й гвардейской стрелковой дивизии 13-й армии Центрального фронта | гвардии красноармеец                       | 1925 — 1943 (пропал без вести)               | [ БС 25 ] [ ГС 81 ] [ НЛ 75 ]   |
| 200   | Манукя́н Акоп Балабекович арм. Մանուկյան Հակոբ                                                 | 15.05.1946            | авиация      | помощник по воздушно-стрелковой службе командира 402-го истребительного авиационного полка 265-й истребительной авиационной дивизии 3-го истребительного авиационного корпуса 16-й воздушной армии 1-го Белорусского фронта                                                      | капитан                                    | 16.08.1916 — 15.12.1981                      | [ БС 25 ] [ ГС 82 ] [ НЛ 76 ]   |
| 201   | Манукя́н Андраник Александрович арм. Մանուկյան Անդրանիկ                                        | 27.02.1945            | танкист      | начальник разведки 1-й гвардейской танковой бригады 8-го гвардейского механизированного корпуса 1-й гвардейской танковой армии 1-го Белорусского фронта | гвардии капитан                            | 10.05.1916 — 04.04.1986                      | [ БС 25 ] [ ГС 83 ] [ НЛ 77 ]   |
| 202   | Марака́сов Анатолий Владимирович                                                               | 29.10.1943            | пехота       | командир роты 42-го стрелкового полка 180-й стрелковой дивизии 38-й армии Воронежского фронта | лейтенант                                  | 15.04.1920 — 07.10.1943                      | [ БС 25 ] [ ГС 84 ] [ НЛ 78 ]   |
| 203   | Мараче́вич Николай Дионисьевич укр. Марачевич Микола Діонисійович                              | 17.05.1944            | танкист      | командир 45-й механизированной бригады 5-го механизированного корпуса 6-й танковой армии 2-го Украинского фронта | подполковник                               | 07.04.1905 — 07.04.1982                      | [ БС 25 ] [ ГС 85 ] [ НЛ 79 ]   |
| 204   | Марге́лов Василий Филиппович                                                                   | 21.03.1944            | пехота       | командир 49-й гвардейской стрелковой дивизии 28-й армии 3-го Украинского фронта | гвардии полковник                          | 27.12.1908 — 04.03.1990                      | [ БС 25 ] [ ГС 86 ] [ НЛ 80 ]   |
| 205   | Маргу́лис Давид Львович                                                                        | 15.01.1940            | артиллерия   | командир батареи 28-го корпусного артиллерийского полка 19-го стрелкового корпуса 7-й армии | старший лейтенант                          | 23.03.1914 — 15.11.1993                      | ——                              |
| 206   | Маргуля́н Лев Маркович                                                                         | 17.10.1943            | инженер      | сапёр сапёрного взвода 1031-го стрелкового полка 280-й стрелковой дивизии 60-й армии Центрального фронта | младший сержант                            | 17.03.1903 — 25.09.1943                      | [ БС 27 ] [ ГС 88 ] [ НЛ 81 ]   |
| 207   | Марда́р Михаил Алексеевич укр. Мардар Михайло Олексійович                                      | 23.05.1945            | пехота       | заместитель командира пулемётного отделения 894-го стрелкового полка 211-й стрелковой дивизии 38-й армии 4-го Украинского фронта | младший сержант                            | 20.11.1911 — 20.01.1945                      | [ БС 27 ] [ ГС 89 ] [ НЛ 82 ]   |
| 208   | Маренко́в Михаил Андреевич                                                                     | 10.01.1944            | артиллерия   | командир батареи 727-го истребительно-противотанкового артиллерийского полка 10-го танкового корпуса 40-й армии Воронежского фронта | лейтенант                                  | 10.10.1912 — 01.12.1969                      | [ БС 27 ] [ ГС 90 ] [ НЛ 83 ]   |
| 209   | Маре́сева Зинаида Ивановна                                                                     | 22.02.1944            | медики       | санинструктор санитарного взвода 214-го гвардейского стрелкового полка 73-й гвардейской стрелковой дивизии 7-й гвардейской армии Степного фронта | гвардии старший сержант медицинской службы | 20.06.1923 — 06.08.1943                      | [ БС 27 ] [ ГС 91 ] [ НЛ 84 ]   |
| 210   | Маре́сьев Алексей Петрович                                                                     | 24.08.1943            | авиация      | заместитель командира и штурман эскадрильи 63-го гвардейского истребительного авиационного полка 3-й гвардейской истребительной авиационной дивизии 1-го гвардейского истребительного авиационного корпуса 15-й воздушной армии Брянского фронта                                 | гвардии старший лейтенант                  | 20.05.1916 — 18.05.2001                      | [ БС 28 ] [ ГС 92 ] [ НЛ 85 ]   |
| 211   | Марии́нский Евгений Пахомович                                                                  | 27.06.1945            | авиация      | командир звена 129-го гвардейского истребительного авиационного полка 22-й гвардейской истребительной авиационной дивизии 6-го гвардейского истребительного авиационного корпуса 2-й воздушной армии 1-го Украинского фронта                                                     | гвардии лейтенант                          | 27.01.1923 — 22.03.1993                      | [ БС 29 ] [ ГС 93 ] [ НЛ 86 ]   |
| 212   | Ма́риков Иван Ефимович                                                                         | 03.06.1944            | танкист      | командир танка Т-34 305-го танкового батальона 53-й гвардейской танковой бригады 6-го гвардейского танкового корпуса 3-й гвардейской танковой армии Воронежского фронта | гвардии младший лейтенант                  | 05.09.1907 — 13.10.1943                      | [ БС 29 ] [ ГС 94 ] [ НЛ 87 ]   |
| 213   | Марине́нко Татьяна Савельевна бел. Марыненка Таццяна Савельеўна                                | 08.05.1965            | партизан     | активная участница партизанской борьбы в Белоруссии, разведчица и связная партизанской бригады «Неуловимые» | —                                          | 25.01.1920 — 02.08.1942                      | ——                              |
| 214   | Марине́ско Александр Иванович укр. Маринеско Олександр Іванович                                | 05.05.1990            | морской флот | командир подводной лодки С-13 бригады подводных лодок Балтийского флота | капитан 3 ранга                            | 15.01.1913 — 25.11.1963                      | [ БС 19 ] [ ГС 96 ] [ НЛ 88 ]   |
| 215   | Мари́нин Виктор Иванович чув. Маринин Виктор Иванович                                          | 31.03.1943            | пехота       | мотоциклист 50-го танкового батальона 50-й танковой бригады 3-го танкового корпуса Юго-Западного фронта | сержант                                    | 05.08.1923 — 20.02.1943                      | [ БС 29 ] [ ГС 97 ] [ НЛ 89 ]   |
| 216   | Мари́нин Николай Андреевич                                                                     | 29.10.1943            | комиссар     | заместитель по политической части командира батальона 136-го гвардейского стрелкового полка 42-й гвардейской стрелковой дивизии 40-й армии Воронежского фронта | гвардии лейтенант                          | 24.11.1914 — 01.10.1943                      | [ БС 29 ] [ ГС 98 ] [ НЛ 90 ]   |
| 217   | Мари́нский Иван Антонович укр. Маринський Іван Антонович                                       | 29.06.1945            | пехота       | командир отделения 356-го гвардейского стрелкового полка 107-й гвардейской стрелковой дивизии 9-й гвардейской армии 3-го Украинского фронта | гвардии старший сержант                    | 29.07.1912 — 14.05.1992                      | [ БС 29 ] [ ГС 99 ] [ НЛ 91 ]   |
| 218   | Мари́нченко Николай Данилович укр. Маринченко Микола Данилович                                 | 27.08.1943            | пехота       | командир взвода 457-го стрелкового полка 129-й стрелковой дивизии 63-й армии Брянского фронта | лейтенант                                  | 20.06.1912 — 12.07.1943                      | [ БС 29 ] [ ГС 100 ] [ НЛ 92 ]  |
| 219   | Мари́ныч Иван Иванович                                                                         | 27.06.1945            | артиллерия   | командир орудия 289-го гвардейского стрелкового полка 97-й гвардейской стрелковой дивизии 5-й гвардейской армии 1-го Украинского фронта | гвардии старший сержант                    | 08.05.1915 — 07.09.2000                      | [ БС 30 ] [ ГС 101 ] [ НЛ 93 ]  |
| 220   | Ма́рицкий Николай Васильевич                                                                   | 20.12.1943            | артиллерия   | командир орудия 9-го гвардейского отдельного истребительно-противотанкового дивизиона 10-й гвардейской воздушно-десантной дивизии 37-й армии Степного фронта | гвардии старший сержант                    | 22.05.1923 — 14.10.1943                      | [ БС 31 ] [ ГС 102 ] [ НЛ 94 ]  |
| 221   | Ма́ричев Василий Павлович                                                                      | 21.03.1945            | пехота       | командир батальона 329-го стрелкового полка 70-й стрелковой дивизии 7-й армии Северо-Западного фронта | старший лейтенант                          | 12.04.1911 — октябрь 1941 (пропал без вести) | [ БС 31 ] [ ГС 103 ] [ НЛ 95 ]  |
| 222   | Марка́нов Владимир Михайлович                                                                  | 17.10.1943            | пехота       | стрелок 1031-го стрелкового полка 280-й стрелковой дивизии 60-й армии Центрального фронта | красноармеец                               | 20.06.1925 — 04.10.1943                      | [ БС 31 ] [ ГС 104 ] [ НЛ 96 ]  |
| 223   | Марке́лов Владимир Андреевич                                                                   | 21.07.1944            | пехота       | стрелок 300-го гвардейского стрелкового полка 99-й гвардейской стрелковой дивизии 7-й армии Карельского фронта | гвардии красноармеец                       | 30.05.1925 — 18.03.2009                      | [ БС 31 ] [ ГС 105 ] [ НЛ 97 ]  |
| 224   | Марке́лов Николай Григорьевич                                                                  | 14.09.1945            | комиссар     | парторг 355-го отдельного батальона морской пехоты Тихоокеанского флота | старший сержант                            | 15.09.1917 — 22.12.2004                      | [ БС 31 ] [ ГС 106 ] [ НЛ 98 ]  |
| 225   | Марке́лов Николай Данилович                                                                    | 23.02.1945            | авиация      | командир звена 806-го штурмового авиационного полка 206-й штурмовой авиационной дивизии 7-го штурмового авиационного корпуса 14-й воздушной армии 3-го Прибалтийского фронта | лейтенант                                  | 20.06.1920 — 16.11.1945                      | [ БС 31 ] [ ГС 107 ] [ НЛ 99 ]  |
| 226   | Марке́лов Николай Степанович                                                                   | 27.02.1945            | артиллерия   | наводчик противотанкового ружья 1050-го стрелкового полка 301-й стрелковой дивизии 5-й ударной армии 1-го Белорусского фронта | красноармеец                               | 21.05.1900 — 15.01.1945                      | [ БС 31 ] [ ГС 108 ] [ НЛ 100 ] |
| 227   | Ма́ркин Андрей Михайлович                                                                      | 31.05.1944            | авиация      | стрелок-радист 46-го штурмового авиационного полка ВВС Северного флота | сержант                                    | 05.03.1922 — 23.04.1944                      | [ БС 32 ] [ ГС 109 ] [ НЛ 101 ] |
| 228   | Ма́ркин Вячеслав Витальевич                                                                    | 27.06.1945            | авиация      | командир эскадрильи 624-го штурмового авиационного полка 308-й штурмовой авиационной дивизии 3-го штурмового авиационного корпуса 2-й воздушной армии 1-го Украинского фронта | старший лейтенант                          | 17.09.1923 — 02.03.2010                      | [ БС 33 ] [ ГС 110 ] [ НЛ 102 ] |
| 229   | Ма́ркин Иосиф Борисович укр. Маркін Йосип Борисович                                            | 27.02.1945            | кавалерия    | разведчик 53-го гвардейского кавалерийского полка 15-й гвардейской кавалерийской дивизии 7-го гвардейского кавалерийского корпуса 1-го Белорусского фронта | гвардии сержант                            | 03.06.1916 — 22.01.1945                      | [ БС 33 ] [ ГС 111 ] [ НЛ 103 ] |
| 230   | Ма́ркин Николай Васильевич                                                                     | 01.11.1943            | авиация      | заместитель командира эскадрильи 274-го истребительного авиационного полка 278-й истребительной авиационной дивизии 8-й воздушной армии Южного фронта | старший лейтенант                          | 30.09.1920 — 28.09.1943                      | [ БС 33 ] [ ГС 112 ] [ НЛ 104 ] |
| 231   | Ма́ркин Николай Петрович                                                                       | 24.03.1945            | пехота       | командир пулемётного расчёта 117-го стрелкового полка 23-й стрелковой дивизии 61-й армии 1-го Белорусского фронта | младший сержант                            | 07.11.1925 — 12.01.1994                      | [ БС 33 ] [ ГС 113 ] [ НЛ 105 ] |
| 232   | Ма́ркин Сергей Степанович                                                                      | 05.11.1944            | авиация      | командир звена 5-го гвардейского авиационного полка 50-й авиационной дивизии 6-го авиационного корпуса Авиации дальнего действия | гвардии капитан                            | 18.06.1918 — 13.05.1977                      | [ БС 33 ] [ ГС 114 ] [ НЛ 106 ] |
| 233   | Ма́ркин Фёдор Дмитриевич                                                                       | 13.09.1944            | десантники   | разведчик 24-го гвардейского воздушно-десантного полка 10-й гвардейской воздушно-десантной дивизии 37-й армии 3-го Украинского фронта | гвардии старший сержант                    | 05.03.1915 — 25.03.1982                      | [ БС 33 ] [ ГС 115 ] [ НЛ 107 ] |
| 234   | Ма́рков Александр Маркович                                                                     | 07.04.1940            | авиация      | старший лётчик 42-го дальнебомбардировочного авиационного полка 27-й дальнебомбардировочной авиационной бригады 7-й армии Северо-Западного фронта | младший лейтенант                          | 11.06.1916 — 08.10.1953                      | [ БС 33 ] [ ГС 116 ] [ НЛ 108 ] |

| Навигационная таблица | Навигационная таблица              |
| --------------------- | ---------------------------------- |
| «М»                   | Магерамов Мелик — Малка Иван       |
| «М»                   | Малков Георгий — Марков Александр  |
| «М»                   | Марков Алексей — Матросов Алексей  |
| «М»                   | Матросов Вадим — Мельнов Иван      |
| «М»                   | Меляков Василий — Миронов Леонид   |
| «М»                   | Миронов Михаил — Могильчак Иван    |
| «М»                   | Модин Борис — Москалёв Николай     |
| «М»                   | Москаленко Георгий — Мячин Василий |